# Azamara
Azamara es una línea de pequeños cruceros de lujo. La compañía se fundó en 2007 con el nombre de Azamara Cruises y fue refundada en 2009 bajo su nombre actual. Los barcos fueron ampliamente renovados de 2012 a 2013 y 2018, respectivamente.
La compañía actualmente tiene 4 cruceros, el Azamara Quest,Azamara Onward,  el Azamara Journey, y el Azamara Pursuit.

## Historia de la flota
Actualmente, Azamara Club Cruises opera tres barcos que originalmente formaban parte de la «clase R» de ocho buques construida entre 1998 y 2001 para Renaissance Cruises. Azamara Quest y Azamara Journey se construyeron en 2000 bajo los nombres originales R six y R seven. En marzo de 2018, el Adonia, un barco gemelo de los barcos anteriores, fue tomado por P&O Cruises y rebautizado como Azamara Pursuit.
En enero de 2021, Royal Caribbean anunció que vendería Azamara a Sycamore Partners en el primer trimestre de 2021. La venta se completó en marzo de 2021. También se anunció la adquisición de otro barco, el Pacific Princess, un barco gemelo de los otros barcos de la flota. Fue entregado en marzo de 2021 y pasó a llamarse oficialmente Azamara Onward el 2 de mayo de 2022.
En mayo de 2024, Dondra Ritzenthaler se convirtió oficialmente en el director ejecutivo de Azamara Cruises.

## Barcos
| Barcos            | Construido | Pasajeros | Tonelaje bruto | País de registro | Observaciones                                                      |
| ----------------- | ---------- | --------- | -------------- | ---------------- | ------------------------------------------------------------------ |
| «Azamara Journey» | 2000       | 694       | 30 277         | Malta            | Anteriormente «Blue Dream» y «R Six»                               |
| «Azamara Quest»   | 2000       | 694       | 30 277         | Malta            | Anteriormente «Blue Moon», «Delphin Renaissance» y «R Seven»       |
| «Azamara Pursuit» | 2001       | 684       | 30 277         | Malta            | Anteriormente «R Eight», «Minerva II», «Royal Princess» y «Adonia» |